# Каленцано
Каленцано (итал. Calenzano) је насеље у Италији у округу Фиренца, региону Тоскана.
Према процени из 2011. у насељу је живело 12623 становника. Насеље се налази на надморској висини од 56 м.

## Становништво
| 1936. | 1951. | 1961. | 1971.  | 1981.  | 1991.  | 2001.  | 2011.  |
| ----- | ----- | ----- | ------ | ------ | ------ | ------ | ------ |
| 8.099 | 8.232 | 8.745 | 11.098 | 13.466 | 14.959 | 15.042 | 16.637 |